# España en los Juegos Olímpicos de Barcelona 1992
España estuvo representada en los Juegos Olímpicos de Barcelona 1992 por una delegación de 430 deportistas (301 hombres y 129 mujeres) que participaron en 25 deportes. Es la primera y única vez que España ha realizado unos Juegos Olímpicos.
El portador de la bandera en la ceremonia de apertura fue el príncipe Felipe de Borbón y Grecia (quien compitió en el deporte de vela, en la categoría soling, y obtuvo el sexto puesto).
Responsable del equipo olímpico fue el Comité Olímpico Español (COE), así como las federaciones deportivas nacionales de cada deporte con participación.

## Medallas
El equipo olímpico español consiguió durante los Juegos las siguientes medallas:
| Nombre                                                                    | Deporte             | Competición            | Fecha       |
| ------------------------------------------------------------------------- | ------------------- | ---------------------- | ----------- |
| Oro                                                                       |                     |                        |             |
| Fermín Cacho Ruiz                                                         | Atletismo           | 1500 m                 | 8 de agosto |
| Daniel Plaza Montero                                                      | Atletismo           | 20 km marcha           | 31 de julio |
| José Manuel Moreno Periñán                                                | Ciclismo en pista   | 1 km contrarreloj      | 27 de julio |
| Equipo                                                                    | Fútbol              | Torneo masculino       | 8 de agosto |
| Equipo                                                                    | Hockey sobre hierba | Torneo femenino        | 7 de agosto |
| Almudena Muñoz Martínez                                                   | Judo                | –52 kg                 | 1 de agosto |
| Miriam Blasco Soto                                                        | Judo                | –57 kg                 | 31 de julio |
| Martín López-Zubero                                                       | Natación            | 200 m espalda          | 28 de julio |
| Juan Carlos Holgado Romero Alfonso Menéndez Vallín Antonio Vázquez Mejido | Tiro con arco       | Equipo masculino       | 4 de agosto |
| José María van der Ploeg                                                  | Vela                | Finn                   | 27 de julio |
| Francisco Sánchez Luna Jordi Calafat Estelrich                            | Vela                | 470                    | 27 de julio |
| Theresa Zabell Patricia Guerra Cabrera                                    | Vela                | 470                    | 27 de julio |
| Luis Doreste Blanco Domingo José Manrique                                 | Vela                | Flying Dutchman        | 27 de julio |
| Plata                                                                     |                     |                        |             |
| Antonio Peñalver Asensio                                                  | Atletismo           | Decatlón               | 9 de agosto |
| Faustino Reyes López                                                      | Boxeo               | Pluma (57 kg)          | 8 de agosto |
| Carolina Pascual Gracia                                                   | Gimnasia rítmica    | Concurso completo ind. | 8 de agosto |
| Equipo                                                                    | Waterpolo           | Torneo masculino       | 9 de agosto |
| Jordi Arrese Castañé                                                      | Tenis               | Individual masculino   | 8 de agosto |
| Arantxa Sánchez Vicario Conchita Martínez                                 | Tenis               | Dobles femenino        | 8 de agosto |
| Natalia Vía-Dufresne                                                      | Vela                | Europa                 | 27 de julio |
| Bronce                                                                    |                     |                        |             |
| Javier García Chico                                                       | Atletismo           | Salto con pértiga      | 7 de agosto |
| Arantxa Sánchez Vicario                                                   | Tenis               | Individual femenino    | 5 de agosto |

### Por deporte
| Evento              | Oro | Plata | Bronce | Total |
| ------------------- | --- | ----- | ------ | ----- |
| Atletismo           | 2   | 1     | 1      | 4     |
| Boxeo               | 0   | 1     | 0      | 1     |
| Ciclismo            | 1   | 0     | 0      | 1     |
| Fútbol              | 1   | 0     | 0      | 1     |
| Gimnasia rítmica    | 0   | 1     | 0      | 1     |
| Hockey sobre hierba | 1   | 0     | 0      | 1     |
| Judo                | 2   | 0     | 0      | 2     |
| Natación            | 1   | 0     | 0      | 1     |
| Tenis               | 0   | 2     | 1      | 3     |
| Tiro con arco       | 1   | 0     | 0      | 1     |
| Vela                | 4   | 1     | 0      | 5     |
| Waterpolo           | 0   | 1     | 0      | 1     |
| TOTAL               | 13  | 7     | 2      | 22    |

## Diplomas olímpicos
En total se consiguieron 41 diplomas olímpicos en diversos deportes, de estos 5 correspondieron a diploma de cuarto puesto, 13 de quinto, 6 de sexto, 10 de séptimo y 7 de octavo.
| Nombre | Deporte             | Competición                   | Fecha       |
| --- | ------------------- | ----------------------------- | ----------- |
| 4.° |                     |                               |             |
| Carmen Acedo Jorge | Gimnasia rítmica    | Concurso completo individual  | 8 de agosto |
| Luis Astolfi (Fino B'92) Luis Álvarez de Cervera (Let's Go B'92) Enrique Sarasola (Minstrel) Cayetano Martínez de Irujo (Palestro II)                     | Hípica              | Saltos por equipos            | 4 de agosto |
| Martín López-Zubero | Natación            | 100 m espalda                 | 30 de Julio |
| Sergio López Miró | Natación            | 200 m braza                   | 29 de julio |
| Juan Manuel Sánchez Juan José Román | Piragüismo          | K2 500 m                      | de agosto   |
| 5.° |                     |                               |             |
| Equipo | Baloncesto          | Torneo femenino               | 7 de agosto |
| Equipo | Balonmano           | Torneo masculino              | 7 de agosto |
| Rafael Lozano | Boxeo               | Minimosca (48 kg)             | de agosto   |
| Miguel Fernández Fernández Álvaro González de Galdeano Eleuterio Mancebo David Plaza                                                                      | Ciclismo en ruta    | Contrarreloj por equipos      | 26 de julio |
| Antonio García Hernández | Esgrima             | Sable individual              | 2 de agosto |
| Sonia Fraguas Sánchez Cristina Fraguas Sánchez Alicia Fernández Fernández Ruth Rollán González Silvia Martínez Albalat Eva María Rueda                    | Gimnasia artística  | Concurso por equipos          | 28 de julio |
| Luis Álvarez de Cervera (Mr Chrisalis) Santiago de la Rocha (Kinvarra B'92) Fernando Villalón Gómez (Clever Night) Santiago Centenera Samper (Just Dixon) | Hípica              | Concurso completo por equipos | 30 de julio |
| Equipo | Hockey sobre hierba | Torneo masculino              | 6 de agosto |
| Francisco Lorenzo Aparicio | Judo                | –66 kg                        | 1 de agosto |
| José María Colorado | Tiro                | Skeet                         | 28 de julio |
| Emilio Sánchez Vicario | Tenis               | Masculino individual          | 3 de agosto |
| Sergio Casal Emilio Sánchez Vicario | Tenis               | Dobles masculino              | 4 de agosto |
| Conchita Martínez | Tenis               | Femenino individual           | 3 de agosto |
| 6.° |                     |                               |             |
| Maite Zúñiga | Atletismo           | 1500 m                        | 8 de agosto |
| Fernando de la Peña Raúl Lorenzo Maroto Ángel Fernández García César González Llorens Manuel Pereira Senabre                                              | Esgrima             | Espada por equipos            | 6 de agosto |
| Miguel Ángel Álvarez Villar José Antonio Merín | Remo                | Doble scull (M2x)             | 1 de agosto |
| María del Pilar Fernández | Tiro                | Pistola de aire 10 m          | 1 de agosto |
| Asier Fernández | Vela                | Mistral                       | 2 de agosto |
| Fernando León Boissier Felipe de Borbón y Grecia Alfredo Vázquez Jiménez                                                                                  | Vela                | Soling                        | 4 de agosto |
| 7.° |                     |                               |             |
| Equipo | Balonmano           | Torneo femenino               | 7 de agosto |
| Adolfo Alperi | Ciclismo en pista   | Persecución individual        | 29 de julio |
| Cristina Fraguas Sánchez | Gimnasia artística  | Barras asimétricas            | 1 de agosto |
| Eva María Rueda | Gimnasia artística  | Salto de potro                | 1 de agosto |
| Luis Álvarez de Cervera (Mr Chrisalis) | Hípica              | Concurso completo individual  | 30 de julio |
| Ernesto Pérez Lobo | Judo                | –100 kg                       | 27 de julio |
| Yolanda Soler Grajera | Judo                | –48 kg                        | 2 de agosto |
| Begoña Gómez Martín | Judo                | –63 kg                        | 30 de julio |
| José Bladas Torras | Tiro                | Foso olímpico                 | 2 de agosto |
| Martín López-Zubero | Natación            | 100 m mariposa                | 27 de julio |
| 8.° |                     |                               |             |
| Abel Antón | Atletismo           | 5000 m                        | 8 de agosto |
| Equipo | Béisbol             | Torneo masculino              | 2 de agosto |
| José Manuel Moreno | Ciclismo en pista   | Velocidad individual          | 31 de julio |
| José Andrés Ibáñez | Halterofilia        | –52 kg                        | 26 de julio |
| Francisco Javier Iglesias | Lucha               | –82 kg                        | 7 de agosto |
| Equipo | Voleibol            | Torneo femenino               | 4 de agosto |
| Equipo | Voleibol            | Torneo masculino              | 7 de agosto |

## Participantes por deporte
De los 25 deportes (31 disciplinas) reconocidos por el COI en los Juegos Olímpicos de verano, se contó con representación española en todas las disciplinas.
| N.º | Deporte                        | H   | M   | T   |
| 1   | Atletismo                      | 44  | 15  | 59  |
| 2   | Bádminton                      | 1   | 1   | 2   |
| 3   | Baloncesto                     | 12  | 12  | 24  |
| 4   | Balonmano                      | 16  | 16  | 32  |
| 5   | Béisbol                        | 20  | –   | 20  |
| 6   | Boxeo                          | 7   | –   | 7   |
| 7   | Ciclismo en ruta               | 6   | 3   | 9   |
| 7   | Ciclismo en pista              | 5   | 0   | 5   |
| 8   | Esgrima                        | 15  | 2   | 17  |
| 9   | Fútbol                         | 20  | –   | 20  |
| 10  | Gimnasia artística             | 2   | 6   | 8   |
| 10  | Gimnasia rítmica               | –   | 2   | 2   |
| 11  | Halterofilia                   | 6   | –   | 6   |
| 12  | Hípica                         | 8   | 0   | 8   |
| 13  | Hockey                         | 16  | 16  | 32  |
| 14  | Judo                           | 5   | 7   | 12  |
| 15  | Lucha                          | 10  | –   | 10  |
| 16  | Natación                       | 9   | 12  | 21  |
| 16  | Natación sincronizada          | –   | 3   | 3   |
| 16  | Saltos                         | 2   | 1   | 3   |
| 16  | Waterpolo                      | 13  | –   | 13  |
| 17  | Pentatlón moderno              | 3   | –   | 3   |
| 18  | Piragüismo en aguas tranquilas | 11  | 5   | 16  |
| 18  | Piragüismo en eslalon          | 4   | 2   | 6   |
| 19  | Remo                           | 22  | 0   | 22  |
| 20  | Tenis                          | 4   | 2   | 6   |
| 21  | Tenis de mesa                  | 2   | 2   | 4   |
| 22  | Tiro                           | 10  | 5   | 15  |
| 23  | Tiro con arco                  | 3   | 1   | 4   |
| 24  | Vela                           | 13  | 4   | 17  |
| 25  | Voleibol                       | 12  | 12  | 24  |
|     | TOTAL                          | 301 | 129 | 430 |